# Serguéi Zhurikov
Serguéi Nikolayevich Zhurikov (en ruso: Сергей Николаевич Журиков; 21 de noviembre de 1980 - 2 de mayo de 2014) fue un comandante de las Fuerzas separatistas rusas del Dombás en la secesionista República Popular de Donetsk durante la Guerra del Dombás. Murió en el asedio de Sláviansk luchando contra las fuerzas del gobierno ucraniano.

## Biografía
Zhurikov nació en Sebastopol (Crimea) el 21 de noviembre de 1980. Antes de la guerra ruso-ucraniana sirvió como sacristán en el Monasterio de las Cuevas de Kiev.
Durante la Guerra Ruso-Ucraniana se unió a las fuerzas separatistas bajo el nombre de guerra "Romashka" ("Margarita"), y se convirtió en uno de los líderes de la milicia de Sláviansk.

## Muerte
Durante la madrugada del 2 de mayo de 2014, las fuerzas del gobierno ucraniano lanzaron una operación a gran escala para retomar la ciudad de Sloviansk, iniciando la segunda ofensiva. Durante los combates en el centro de Sláviansk, Sergei Zhurikov recibió un disparo de un francotirador del ejército ucraniano el 2 de mayo de 2014. Después de su muerte, fue enterrado en Seredina-Buda, Óblast de Sumy de Ucrania.

## Legado
El poeta ruso Iván Belokrylov dedicó un poema a Sergei Zhurikov llamado "Balada de un sacristán".